# Andrea Sguazzella
Andrea Sguazzella (fl. XVI secolo) è stato un pittore italiano del XVI secolo.
Parente del Pontormo, non è chiaro se "Sguazzella" sia il suo cognome o soprannome.

## Biografia
Fu allievo di Andrea del Sarto, che accompagnò a Parigi nel 1518. Dopo la partenza del maestro si trattenne in Francia, dove operò, tra gli altri, per Jacques de Baume, affrescando il castello di Semblançay.
In seguito tornò a Firenze.